# Великая смешанная ложа Франции
Великая смешанная ложа Франции (фр. Grande Loge mixte de France) (ВСЛФ) — французское смешанное масонское послушание, ведущее свою историю с момента разделения с Великой смешанной универсальной ложей (фр. Grande Loge mixte universelle).

## Создание
Создание Великой смешанной ложи Франции происходило в 1982 году, при поддержке Великого востока Франции.

## Состав

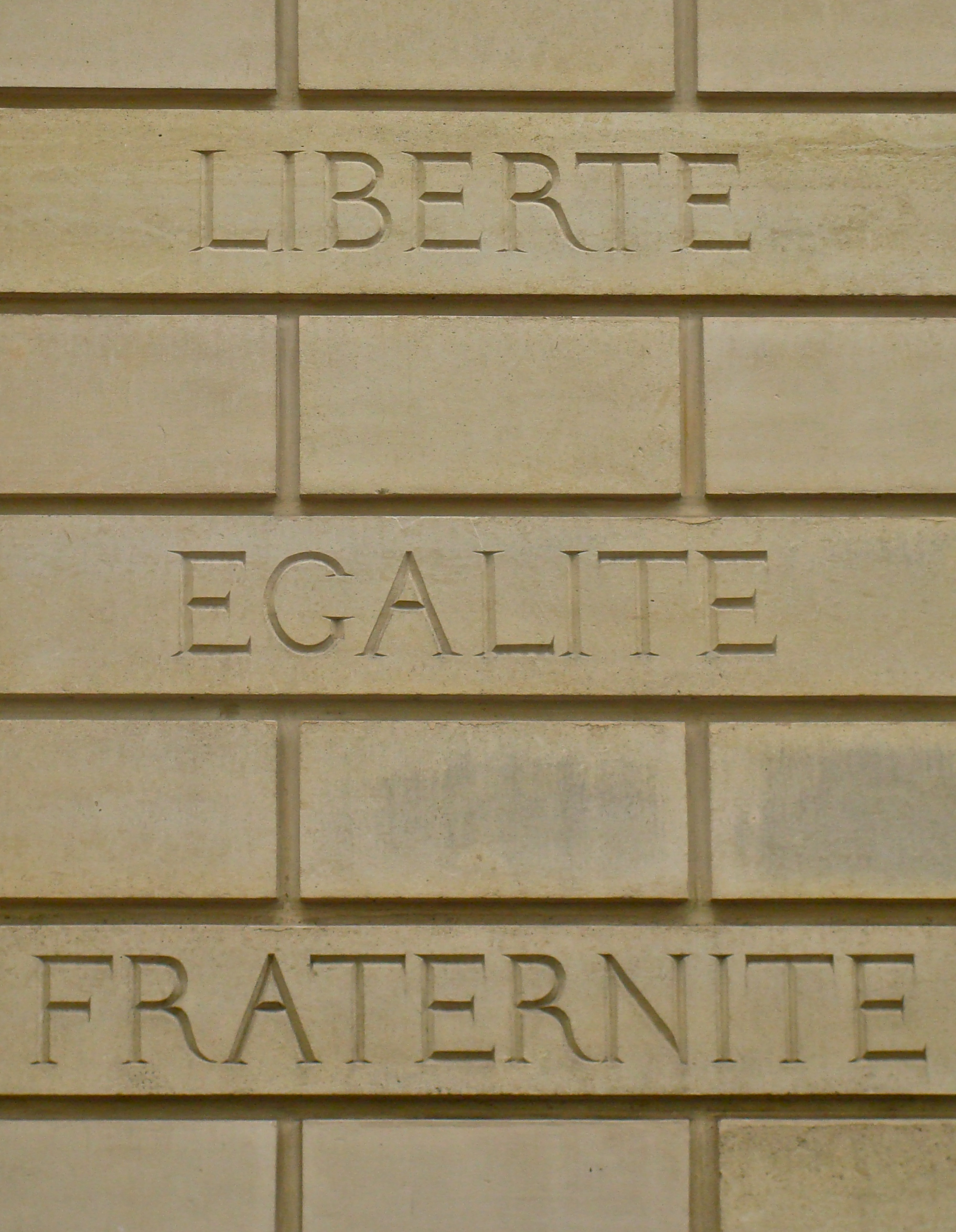
Девиз ВСЛФ — Свобода, Равенство, Братство

В смешанный состав ВСЛФ входят мужчины и женщины некогда являвшиеся членами другого смешанного масонского ордена — Право человека.

## Принципы
На конвенте 1988 года были выработаны принципы согласно которым каждая ложа входящая в состав ВСЛФ имеет право выбрать тип послушания и быть — смешанной, мужской или женской.

### Девиз ВСЛФ
«Свобода — Равенство — Братство»

## ВСЛФ сегодня
В 2011 году численность ВСЛФ составляла более 4000 членов и более 190 лож. На начало 2019 года численность составляет 5100 человек (в 236 ложах). ВСЛФ является одной из масонских великих лож осуществляющих активную деятельность в рамках группы сформированной в 2002 году под названием «Французское масонство».
ВСЛФ объединяет большое количество активных масонских лож находящихся по всей территории Франции, на европейском материке и за рубежом. Численность лож постоянно увеличивается.
ВСЛФ придерживается принципов абсолютной свободы совести, как мужчин, так и женщин. Она остаётся верна принципам и методам универсальности масонства, и поддерживает отношения со всеми основными масонскими французскими и иностранными послушаниями.
Масонство практикуется в общей структуре, которая является результатом желания установить полное равенство между мужчинами и женщинами. Она включает в себя представителей всех возрастов, разных социальных, экономических слоёв, культурных, религиозных или политических взглядов.
ВСЛФ также даёт своим ложам возможность работать по различным масонским уставам, что отвечает различным требованиям к самым известным уставам практикуемым во Франции.
Организационная форма ВСЛФ — это федерация лож, каждая из которых имеет статус ассоциации согласно Закону № 1901.
Должностные лица избираются ежегодно сроком, который никогда не превышает трёх лет, как и в ложах входящих в послушание. Ежегодно Генеральная ассамблея федерации (Конвент) собирает делегатов избираемых в ложах. Они определяют общие принципы и темы для обсуждения в послушании. Кроме того, они выбирают своих руководителей.
В ложах ВСЛФ есть верующие разных конфессий, агностики и атеисты. Это является выражением абсолютной свободы совести. Каждая ложа свободна в выборе направления своих поисков и своей работы. Масонский символизм является основой, однако в большинстве лож много дискутируется о социальных проблемах, а также обсуждаются три темы — символическая, светская, и социальная, отобранные на годовом общем собрании. Сводные доклады по теме обычно делаются для всех членов.

## Уставы практикуемые в ВСЛФ
- Французский устав, различные его направления[2].
- Древний и принятый шотландский устав
- Исправленный шотландский устав
- Устав Мемфис-Мицраим
- Ритуал Эмулейшн

## Участие в объединении Французское масонство
В 2001 году во Франции было основано объединение масонских великих лож под названием «Французское масонство» (ФМ). В новое объединение кроме ВВФ вошли ещё восемь французских послушаний.
В октябре 2002 года по инициативе тех же девяти послушаний был создан Институт масонства Франции (ИМФ).